# 吴珉珉
吴珉珉（1938年2月—），女，浙江温州人，中华人民共和国政治人物、外交官。

## 生平
1957年，考入上海第一师范学院英语系。后随学校并入上海外国语学院就读。1959年，被选派出国，赴伊拉克巴格达大学学习阿拉伯语。1963年，毕业进入外交部工作。1995年12月，出任中华人民共和国驻叙利亚大使。1999年11月，自驻叙利亚大使离任。

## 家庭
已婚，丈夫是同样曾任驻叙利亚大使的外交官王昌义。